# Micoureus
Marmosa là một chi động vật có vú trong họ Didelphidae, bộ Didelphimorphia. Chi này được Lesson miêu tả năm 1842. Loài điển hình của chi này là Didelphis cinerea Temminck, 1824, by subsequent designation (Thomas, 1888a).

## Hình ảnh

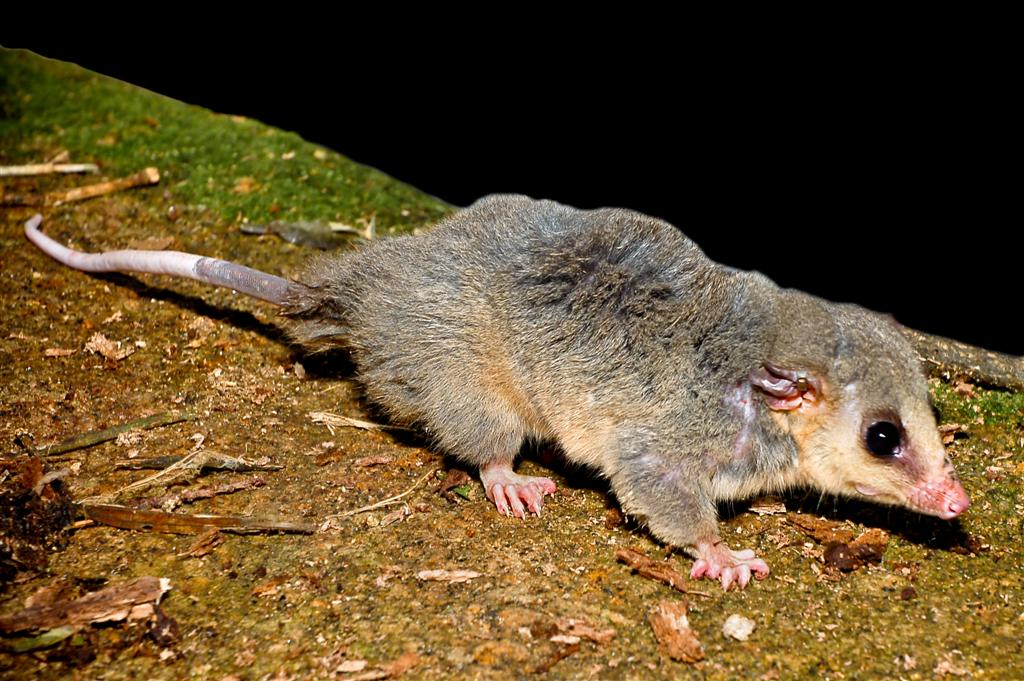

## Các loài
Chi này gồm các loài: